# Cot Durian
Cot Durian är ett berg i Indonesien.   Det ligger i provinsen Aceh, i den västra delen av landet, 1 700 km nordväst om huvudstaden Jakarta. Toppen på Cot Durian är 758 meter över havet.
Terrängen runt Cot Durian är lite bergig.Runt Cot Durian är det mycket glesbefolkat, med 4 invånare per kvadratkilometer. I omgivningarna runt Cot Durian växer i huvudsak städsegrön lövskog.